# ジャウメ1世大学
ジャウメ1世大学（スペイン語: Universidad Jaume I, バレンシア語: Universitat Jaume I, IPA: [univeɾsiˈtad ˈdʒawme pɾiˈmeɾ]）は、スペイン・バレンシア州カステリョン県カステリョン・デ・ラ・プラナに本部を置く公立大学。略称は「UJI」。

## 歴史
1991年にバレンシア州3番目の公立大学として設立された。カステリョン県に本部を置く初の公立大学である。名称はバレンシア王国の建国者であるアラゴン王ハイメ1世（バレンシア語ではジャウメ1世）に因んでいる。1994年にはカタルーニャ語圏の大学によるビベス大学ネットワークに参加した。なお、2008年には同じカステリョン・デ・ラ・プラナにバレンシア国際大学が開学している。2014-15年度のジャウメ1世大学の学生数は約15,000人である。

## 学部
ジャウメ1世大学は単一のキャンパスにある3学部と1学校からなり、2014-15年度には31の学士号と45の修士号を授与した。
- 法学・経済学部
- 人文学・社会学部
- 健康科学部
- 科学技術高等工科学校

## 出身者
- ハビエル・モリネル・ガルガーリョ（英語版） - 政治家。カステリョン県議会議長。